# 江门市港澳客运联营有限公司
江门市港澳客运联营有限公司，簡稱江港客運，是广东省首家采用高速客轮投入 粤、港、澳 三地水路客运业务的公司。主要營運江門市往返香港及澳門的跨境渡輪服務。

## 歷史及背景
- 1982年5月，江门市港澳客运联营有限公司成立。
- 1997年6月，新港澳碼頭大樓落成。
- 曾開辦江門港澳碼頭至澳門內港客運碼頭航線，2010年1月29日起改至澳門氹仔臨時客運碼頭營運，2017年6月1日遷自氹仔客運碼頭永久碼頭，停航時間不詳[2]。
- 2020年1月30日起，受2019冠狀病毒病影響，唯一一條水上客運航線已停航。[3]

## 航線
- 江門港澳客運碼頭 (江門港) <=> 香港九龍中國客運碼頭

江門開: 08:30 
 香港開: 15:30
航程: 180分鐘 (來回中途經停斗門港)

## 票價
- 普通艙: 成人票單程190元人民幣，套票340元人民幣。長者票單程160元人民幣，套票280元人民幣。小童票單程120元人民幣，套票200元人民幣。
- 頭等艙: 統一票價單程230元人民幣，套票440元人民幣。
- 貴賓房: 統一票價單程250元人民幣，套票480元人民幣。

## 現役船隊
| 圖片 | 船名 (中文/英文) | 船種                          | 出廠年份  | 總載客量(人) | 航速(節) | 備註 |
|      | 江門 JIANG MEN   | 廣东宏深船舶 40米鋁合金雙體船 | 2018年8月 | 199          | 30.5     |      |